# Anthemis glaberrima
Anthemis glaberrima es una especie de planta herbácea perteneciente a la familia Asteraceae. Es originaria de Grecia. Su hábitat natural son los matorrales mediterráneos en lugares rocosos.

## Distribución y hábitat
Anthemis glaberrima es endémica de los islotes de Agria Gramvousa e Imeri Gramvousa, situado en el extremo noroeste de la isla de Creta. El área total donde se encuentra esta planta cubre menos de un kilómetro cuadrado. Hoy en día esta planta sólo se conoce en Agria Gramvousa. Su permanencia en Imeri Gramvousa necesita ser comprobada.

## Taxonomía
Anthemis glaberrima fue descrita por   (Rech.f.) Greuter y publicado en Anzeiger der Akademie der Wissenschaften in Wien. Mathematische-naturwissenschaftliche Klasse. Vienna. 1: 145. 1943.
Etimología
Anthemis: nombre genérico que viene de la palabra griega: "Anthemon" (= flor) luego se transformó en "Anthemis" (= pequeña flor) y se refiere a " las inflorescencias de las plantas. Este nombre fue utilizado por los antiguos griegos para indicar una de las muchas especies de manzanilla.  El nombre científico aceptado actualmente ( Anthemis ) fue asignado a este género por Carlos Linneo (1707-1778), biólogo y escritor sueco, considerado el padre de la moderna clasificación científica de los organismos vivos, en la publicación de Species Plantarum de 1753. En realidad, fue el botánico toscano Pier Antonio Micheli (1679-1737) quien propuso originalmente el nombre de este género en su obra Nova plantarum genera: iuxta Tournefortii methodum disposita (1729).
glaberrima: epíteto latino que significa "la más glabra".
Sinonimia
- Ammanthus glaberrimus Rech.f.[6]